# مكتبة غيزل
مكتبة غيزل (بالإنجليزية: Geisel Library)‏ هي مبنى المكتبة الرئيسي في مكتبة جامعة كاليفورنيا في سان دييغو.
شيدَ المعماري ويليام بيريرا المكتبة، حيثُ افتُتحت عام 1970، ثم سميت عام 1995 باسم الكاتب ورسام الكارتون تيودور سوس غيزل المعروف باسم دكتور سوس.

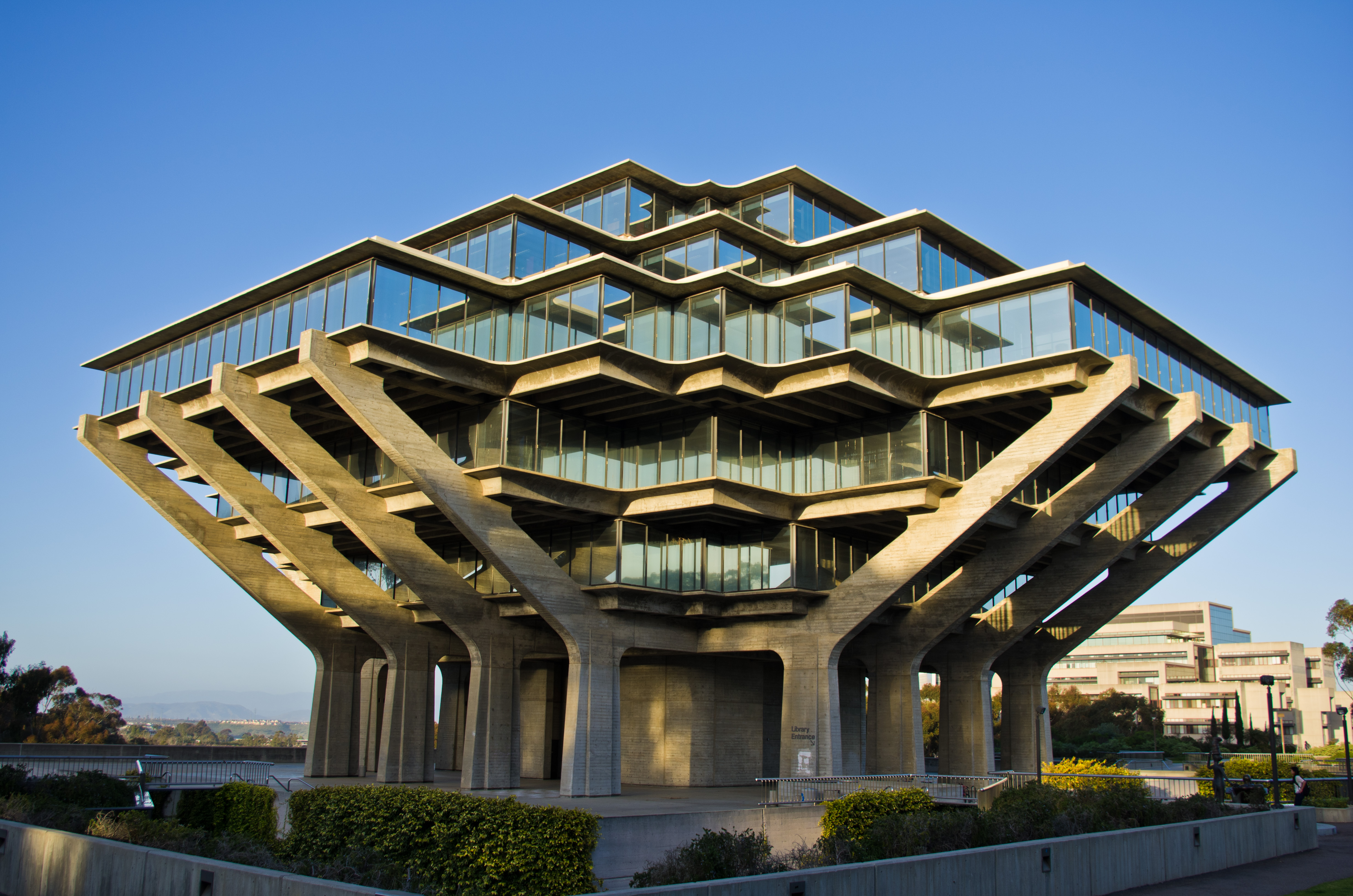